# Harpacticus septentrionalis
Harpacticus septentrionalis är en kräftdjursart som beskrevs av Walter Klie 1941. Harpacticus septentrionalis ingår i släktet Harpacticus och familjen Harpacticidae.

## Underarter
Arten delas in i följande underarter:
- H. s. yamadai
- H. s. septentrionalis
- H. s. yamadia